# منطقه تاریخی بوستون–ادیسون
منطقه تاریخی بوستون-ادیسون (به انگلیسی: Boston–Edison Historic District) یک منطقهٔ مسکونی در ایالات متحده آمریکا است که در دیترویت واقع شده‌است.

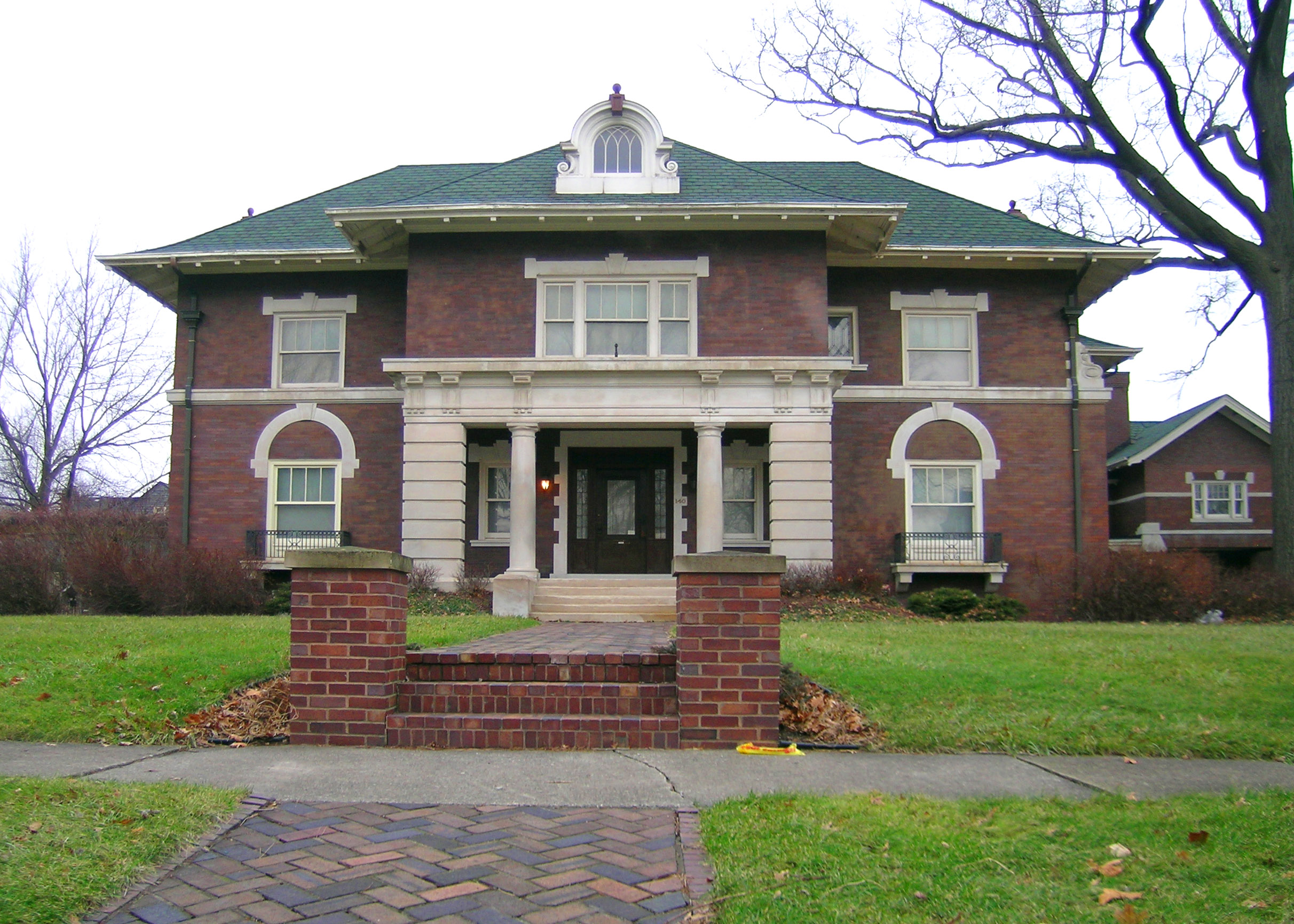

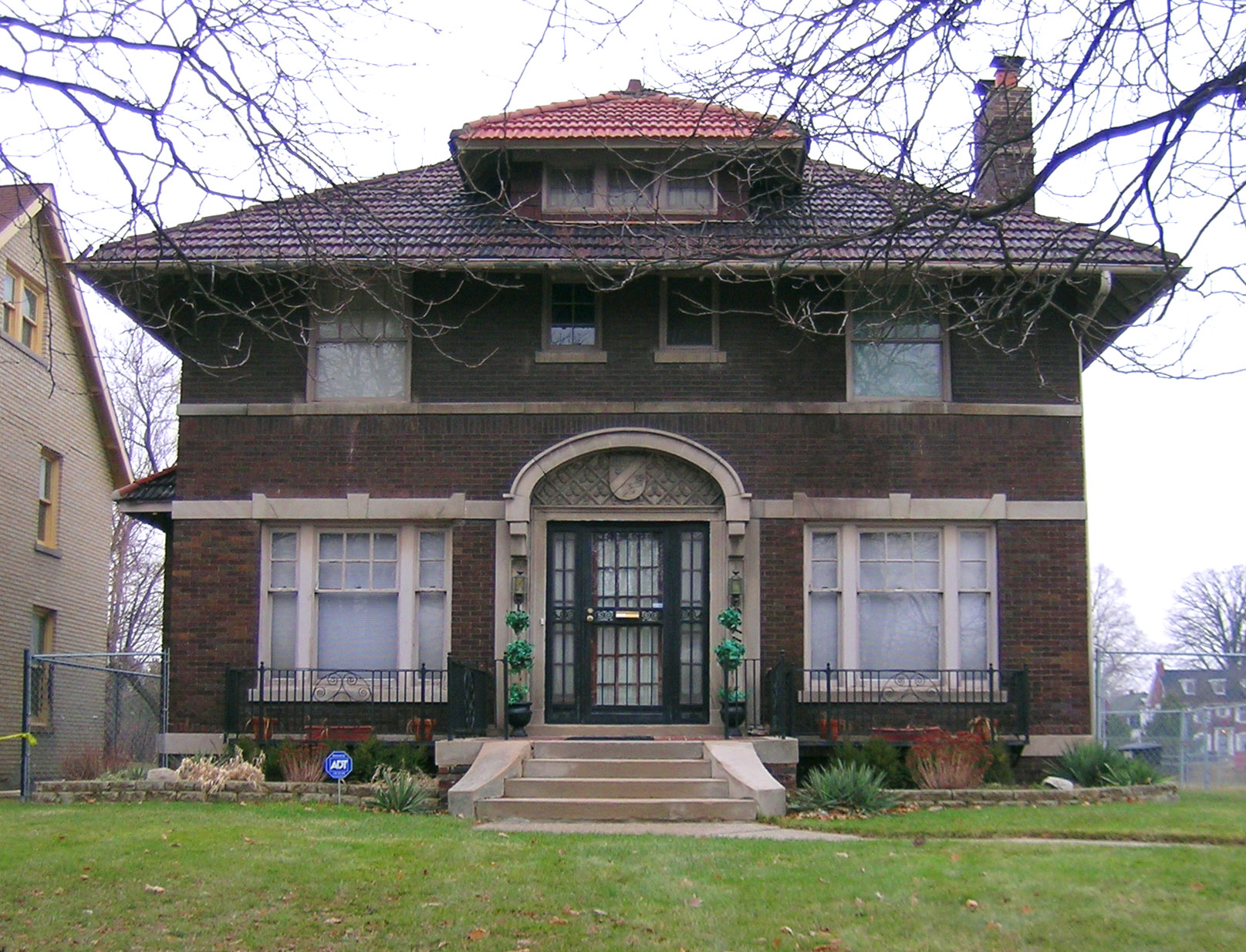

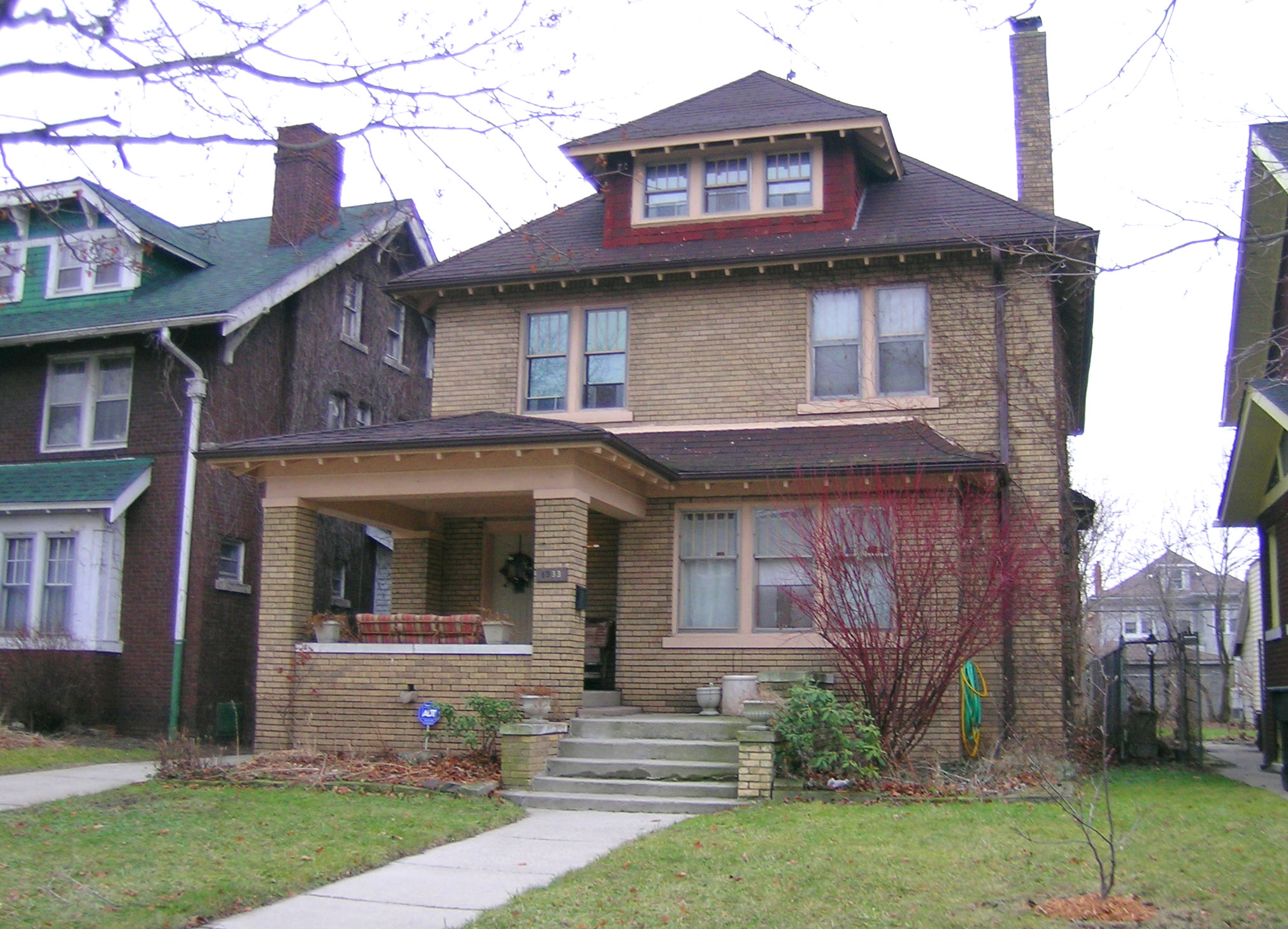

بندانگشتی